# Крюкова, Аграфена Матвеевна

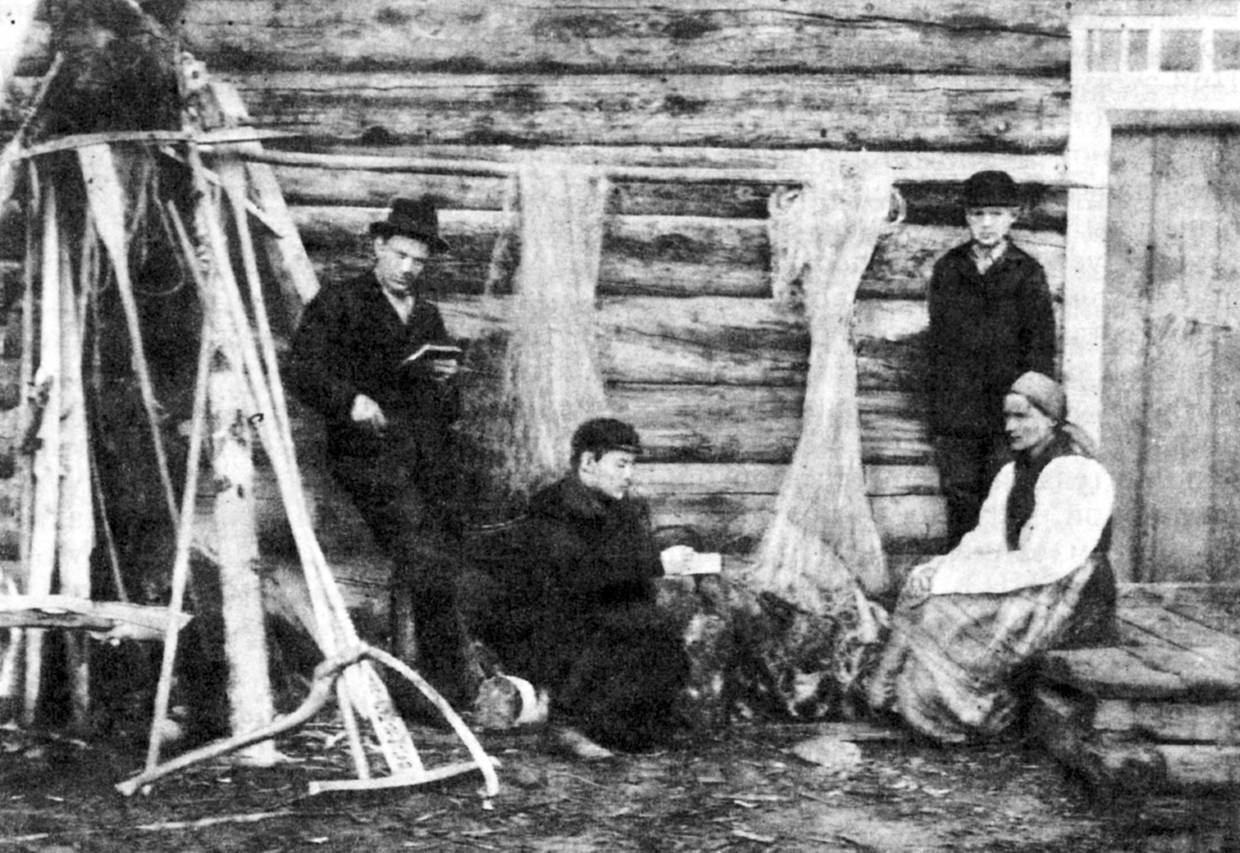
Фольклорист А. В. Марков ведет запись былин от А. М. Крюковой

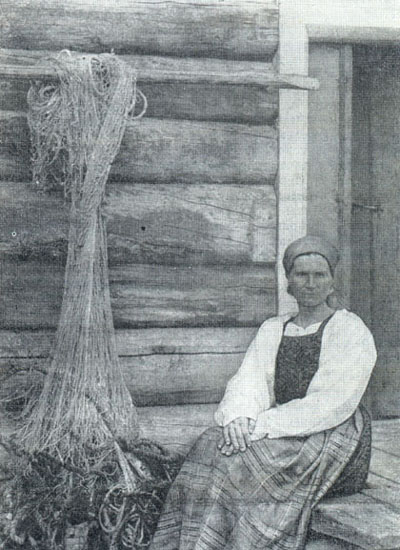
Аграфена Крюкова во время записи былин А. В. Марковым

Аграфена Матвеевна Крю́кова (28 июня (10 июля) 1855, Чаваньга, Кольский уезд, Архангельская губерния — 27 апреля 1921, Верхняя Золотица, Архангельский уезд, РСФСР) — русская народная сказительница. Мать сказительницы Марфы Крюковой.

## Биография
Аграфена Крюкова (в девичестве Кожина) родилась в Чаваньге, поморском селе на Терском берегу, на юге Кольского полуострова. Она узнавала былины от её матери и дяди, а затем и от своего отца, соседей и подруг. Она всё время оставалась неграмотной и все былины запоминала, а не записывала. В 1873 году Аграфена вышла замуж за рыбака Семёна Васильевича Крюкова в возрасте 18 лет и переехала в село Нижняя Золотица на другую сторону Белого моря (Зимний берег), которое в настоящее время находится в Архангельской области. На Зимнем берегу Аграфена Крюкова обогатила свой репертуар.
В 1899 году, на пике интереса в России к северному фольклору, этнограф и фольклорист Алексей Марков, будучи студентом, посетил Верхнюю Золотицу и записал ряд былин от Аграфены и Марфы Крюковой, которые он впоследствии опубликовал. Марков побывал на Зимнем берегу ещё раз в 1901 году. В общей сложности, Марков записал от Аграфены Крюковой 64 текста былин, баллад, исторических песен и духовных стихов, из них 42 терского происхождения.
Аграфена Крюкова умерла в 1921 году в бедности, так и не добившись известности. Только позже усилиями, в основном, Анны Астаховой в 1930 году, заинтересовавшейся поэзией в её исполнении дочери Марфы Крюковой, было восстановлено имя Аграфены Крюковой в качестве одной из самых выдающихся русских сказительниц.
Награждена бронзовой медалью «За заслуги в деле сохранения произведений народной словесности» Учёного общества любителей естествознания, антропологии и этнографии при Московском университете.